# Wenera 15
Wenera 15 – kolejna radziecka sonda międzyplanetarna wystrzelona w ramach programu Wenera. Bliźniacza sonda Wenery 16, wystrzelonej pięć dni później.

## Misja
W dniu 2 czerwca 1983 roku z kosmodromu Bajkonur w Kazachstanie wystartowała Wenera 15 z zadaniem wejścia na orbitę planety Wenus. Po dwóch korektach lotu w dniach 10 czerwca i 1 października 1983 roku, dotarła 10 października 1983 roku do Wenus i zaczęła ją okrążać. Lot trwał 130 dni, a sonda przebyła odległość 350 mln km. W czasie lotu 69 razy nawiązywany był kontakt radiowy z próbnikiem w celu przejmowania wyników pomiarów zjawisk rejestrowanych w przestrzeni międzyplanetarnej i kontroli zainstalowanych urządzeń. Sonda poruszała się po bardzo wydłużonej orbicie biegunowej z perycentrum 1000 km i apocentrum 65 000 km, dokonując jednego obiegu planety raz na 24 godziny. Sonda przeprowadziła pomiary radarowe ukształtowania powierzchni Wenus i jej obszarów biegunowych oraz badania atmosfery. Sondowań radarowych dokonywała podczas przelotu nad perycentrum, które znajdowało się nad 60° północnej szerokości. W czasie jednego okrążenia otrzymywano obraz powierzchni Wenus szerokości około 150 km i długości 9000 km. Ponieważ Wenus w ciągu doby obraca się o półtora stopnia to za każdym okrążeniem sonda badała coraz to inny fragment planety. Stwierdzono występowanie na planecie powierzchni porytych wieloma kraterami oraz rozległymi spękaniami. Rozróżniono obiekty o średnicach nawet od 1,5 do 2 km.
Obok  radiolokatorów bocznego oglądu na pokładzie sondy znajdowały się radiowysokościomierz oraz radiometr do pomiaru temperatury, skierowane prostopadle w dół. Zestaw tych urządzeń umożliwił sporządzenie mapy cieplnej planety.

### Kartografowanie powierzchni
Sonda umożliwiła dokładne ustalenie rzeźby znacznej części planety Wenus, osłoniętej szczelną warstwą obłoków, która uniemożliwia zastosowanie techniki fotograficznej. Wykonano to za pomocą radaru. Wysyłane z sondy fale radiowe pod kątem 80° do powierzchni planety odbijały się w różnych kierunkach w zależności od nachylenia w stosunku do poziomu miejsc, na które padały. Odbite fale radiowe odbierane na pokładzie stacji były poddawane obróbce komputerowej, a następnie przekazywane do Centrum Dalekosiężnej Łączności Kosmicznej AN ZSRR w Mieidwizich Ozierach, gdzie były poddawane dalszej analizie. W wyniku otrzymano plastyczny obraz powierzchni planety. Łącznie z sondą Wenera 16 skartografowano 60 mln km² powierzchni.

## Rezultaty badań
Stwierdzono występowanie pięciu zasadniczych rodzajów form urzeźbienia terenu:
- łańcuchów górskich
- wysokich płaskowyżów
- pagórkowatych wyżyn i nizin
- głębokich zapadlisk
- rozległych struktur kolistych

Zarejestrowano silne błyski, które, przypuszczalnie, spowodowane były wybuchami czynnych wulkanów. Oprócz miejsc o temperaturze wyższej niż średnia temperatura powierzchni planety, stwierdzono też miejsca znacznie chłodniejsze z nieznanych powodów.